# 1852 w muzyce
Wydarzenia muzyczne w 1852 roku.

## Wydarzenia
- 9 stycznia – w Théâtre-Français miała miejsce premiera „Le bourgeois gentilhomme” Charles’a Gounoda[1][2]
- 10 stycznia – w wiedeńskim Palais Coburg miała miejsce premiera walca „Windsor-Klänge” op.104 Johanna Straussa (syna)[1][2]
- 25 stycznia – w Hanowerze odbyła się premiera opery Austin Heinricha Marschnera[1][2]
- 3 lutego – w wiedeńskiej Sophiensaal miała miejsce premiera „Fünf Paragraphe aus dem Walzer-Codex” op.105 Johanna Straussa (syna)[1][2]
- 4 lutego – w wiedeńskiej Sophiensaal miała miejsce premiera „Harmonie-Polka” op.106 oraz „Tête-à-tête-Quadrille” op.109 Johanna Straussa (syna)[1][2]
- 5 lutego – w Düsseldorfie odbyła się publiczna premiera „Der Rose Pilgerfahrt” op.112 Roberta Schumanna[1][2]
- 11 lutego – w wiedeńskiej Sophiensaal miała miejsce premiera „Electro-magnetische-Polka” op.110 Johanna Straussa (syna)[1][2]
- 16 lutego – w wiedeńskiej Redoutensaal miała miejsce premiera walca „Die Unzertrennlichen” op.108 Johanna Straussa (syna)[1][2]
- 21 lutego – w paryskiej Opéra-National miała miejsce premiera opery La poupée de Nuremberg Adolphe’a Adama[1][2]
- 19 marca – w paryskiej Salle Favart II miała miejsce premiera opery Le farfadet Adolphe’a Adama[1][2]
- 21 marca – w Zamku Esterházy w Eisenstadt miała miejsce premiera „Großfürsten-Marsch” op.107 Johanna Straussa (syna)[1][2]
- 21 kwietnia – w paryskiej Comédie-Française miała miejsce premiera „Le Bonhomme Jadis” Jacques’a Offenbacha[1][2]
- 23 kwietnia – w paryskiej Salle Le Peletiermiała miejsce premiera opery Le Juif errant Fromentala Halévy’ego[1][2]
- 30 kwietnia – w Sankt Petersburskim Teatrze Bolszoj odbyła się premiera opery The Battle of Kulikovo Antona Rubinsteina[1][2]
- 14 maja – w wiedeńskim Volksgarten miejsce premiera „Lumenfest-Polka” op.111 Johanna Straussa (syna)[1][2]
- 20 maja – w Wilnie odbyła się premiera operetki Betty Stanisława Moniuszki[1][2]
- 26 maja – w berlińskim Schloss Wannsee miała miejsce premiera kantaty „Maria und ihr Genius” Giacoma Meyerbeera[1][2]
- 13 czerwca – w madryckim Teatro del Príncipe miała miejsce premiera „El Sitio de Zaragoza” oraz „Souvenirs de Bellini” Louisa Gottschalka[1][2]
- 18 czerwca
  - w wiedeńskim Volksgarten miejsce premiera walca „Liebes-Lieder” op.114 Johanna Straussa (syna)[1][2]
  - w paryskiej Comédie-Française miała miejsce premiera „Ulysse” Charles’a Gounoda[1][2]
- 5 lipca – w wiedeńskim Bierhalle Fünfhaus miała miejsce premiera walca „Lockvögel” op.118 Johanna Straussa (syna)[1][2]
- 16 lipca – w wiedeńskim Volksgarten miała miejsce premiera „Melodien-Quadrille” op.112 Johanna Straussa (syna)[1][2]
- 24 lipca – w wiedeńskiej karczmie „Zum wilden Mann” miała miejsce premiera „Annen-Polka” op.117 Johanna Straussa (syna)[1][2]
- 26 lipca – w wiedeńskim Bierhalle Fünfhaus miała miejsce premiera „Sachsen-Kürassier-March” op.113 Johanna Straussa (syna)[1][2]
- 3 sierpnia – w Düsseldorfie odbyła się publiczna premiera uwertury „Julius Cäser” op.128 Roberta Schumanna[1][2]
- 10 sierpnia – w Abbeville odbyła się premiera kantaty „Hommage à Lesueur” Ambroise’a Thomasa[1][2]
- 14 sierpnia – na wiedeńskim Stephansplatz miała miejsce premiera „Wiener Jubel-Gruß-Marsch” op.115 Johanna Straussa (syna)[1][2]
- 15 sierpnia – w Klasztorze Sankt Florian miała miejsce premiera „Magnificat” Antona Brucknera[1][2]
- 30 sierpnia – w wiedeńskim Ungers Casino miała miejsce premiera walca „Volkssänger” op.119 Johanna Straussa (syna)[1][2]
- 1 września – w Hanowerze odbyła się premiera „Natur und Kunst, allegorisches Festspiel zur Einweihung des neuen hannoverschen Hoftheaters 1852” Heinricha Marschnera[1][2]
- 4 września – w paryskim Théâtre Lyrique miała miejsce premiera opery Gdybym był królem Adolphe’a Adama[1][2]
- 8 września – w Birmingham odbyła się premiera niedokończonej opery Loreley Felixa Mendelssohna[1][2]
- 24 września – w wiedeńskim Volksgarten miała miejsce premiera „Nocturne-Quadrille” op.120 Johanna Straussa (syna)[1][2]
- 28 września – w Klasztorze Sankt Florian miała miejsce premiera kantaty „Heil Vater! Dir zum hohen Feste” Antona Brucknera[1][2]
- 16 listopada – w paryskiej Opéra-Comique miała miejsce premiera kantaty „La fête des arts” Adolphe’a Adama[1][2]
- 19 listopada – w Pałacu Królewskim w Madrycie miała miejsce premiera „Le Carnaval de Venise” Louisa Gottschalka[1][2]
- 24 listopada – w wiedeńskim Sperl Ballroom miała miejsce premiera „Zehner-Polka” op.121 Johanna Straussa (syna)[1][2]
- 3 grudnia – w Düsseldorfie odbyła się premiera „Vom Pagen und der Königstöchter” op.140 Roberta Schumanna[1][2]
- 21 grudnia – w paryskim Théâtre Favart II miała miejsce premiera opery Marco Spada Daniela Aubera[1][2]
- 26 grudnia
  - w wiedeńskim Volksgarten miejsce premiera „Indra-Quadrille” op.122 Johanna Straussa (syna)[1][2]
  - w paryskim Casino Paganini miała miejsce premiera „Ode à Sainte-Cécile” Camille’a Saint-Saëns[1][2]
- 29 grudnia – w paryskiej Salle Le Peletier miała miejsce premiera baletu Orfa Adolphe’a Adama[1][2]
- 30 grudnia – w paryskim Théâtre de la Porte Saint-Martin miała miejsce premiera opery La faridondaine Adolphe’a Adama[1][2]

## Urodzili się
- 29 stycznia – Frederic Hymen Cowen, brytyjski pianista, dyrygent i kompozytor (zm. 1935)
- 6 lutego – Wasilij Safonow, rosyjski pianista, dyrygent i pedagog (zm. 1918)
- 5 marca – Józef Lenartowicz, polski duchowny katolicki, społecznik, kompozytor i publicysta (zm. 1926)
- 22 marca – Otakar Ševčík, czeski skrzypek i pedagog (zm. 1934)
- 5 kwietnia – Franz Eckert, niemiecki kompozytor (zm. 1916)
- 14 kwietnia – Henrique Oswald, brazylijski kompozytor i pianista (zm. 1931)
- 22 maja – Émile Sauret, francuski skrzypek i kompozytor (zm. 1920)
- 23 czerwca – Raoul Pugno, francuski kompozytor, pedagog, organista i pianista (zm. 1914)
- 26 czerwca – Adolfina Zimajer, polska aktorka, śpiewaczka operowa i operetkowa (zm. 1939)
- 28 czerwca – Hans Huber, szwajcarski kompozytor muzyki klasycznej (zm. 1921)
- 4 lipca – Alfred Grünfeld, austriacki pianista i kompozytor (zm. 1924)
- 13 sierpnia – Robert Hausmann, niemiecki wiolonczelista (zm. 1909)
- 30 września – Charles Villiers Stanford, brytyjski kompozytor, dyrygent i pedagog (zm. 1924)
- 12 października – Max Friedlaender, niemiecki muzyk, śpiewak basowy, kompozytor, muzykolog żydowskiego pochodzenia (zm. 1934)
- 7 listopada – Fritz Scheel, niemiecki dyrygent i skrzypek (zm. 1907)
- 21 listopada – Francisco Tárrega, hiszpański gitarzysta klasyczny i kompozytor (zm. 1909)
- 25 listopada – Paul Hillemacher, francuski kompozytor i pianista (zm. 1933)
- 5 grudnia – Thomas Laub, duński kompozytor i organista (zm. 1927)

Data dzienna nieznana
- Franciszek Walczyński, polski ksiądz katolicki, pedagog, kompozytor (zm. 1937)

## Zmarli
- 27 lutego – Joseph Drechsler, austriacki kompozytor, dyrygent i organista pochodzenia czeskiego (ur. 1782)
- 5 czerwca – Tomasz Napoleon Nidecki, polski kompozytor, dyrygent i pianista (ur. 1807)
- 5 września – Ignatz Adler, niemiecki organista, wiolonczelista i dyrygent (ur. 1783)
- 24 września – Gustaw Bernadotte, książę Szwecji, Norwegii i Upplandu, kompozytor (ur. 1827)
- 12 listopada – Georg Hellmesberger Jr., austriacki skrzypek, dyrygent i kompozytor (ur. 1830)
- 22 listopada – August Alexander Klengel, niemiecki pianista (ur. 1783)
- 15 grudnia – Józef Damse, polski kompozytor, dyrygent, śpiewak i aktor, wolnomularz (ur. 1789)